# Poincaré-Abbildung

Illustration der Wiederkehr einer Trajektorie nach.

Die Poincaré-Abbildung (auch Poincaré map, first return map, nach dem französischen Mathematiker Henri Poincaré) ist eine mathematische Methode zur Untersuchung des Flusses eines kontinuierlichen n-dimensionalen dynamischen Systems.  Dazu betrachtet man die Schnittpunkte einer Trajektorie mit einer (n-1)-dimensionalen transversalen Hyperfläche {\displaystyle \Sigma }, dem Poincaré-Schnitt. Die Poincaré-Abbildung ist die Abbildung die jedem dieser Schnittpunkte {\displaystyle x} den jeweils nächsten {\displaystyle P(x)} zuordnet und ist somit ein (n-1)-dimensionales diskretes dynamisches System.

## Beispiel

Poincaré-Schnitt für eine periodische Trajektorie

Betrachte die Differentialgleichung {\displaystyle {\dot {x}}(t)=f(x(t))} und bezeichne mit {\displaystyle \Phi (t,x)} den Fluss, also die Lösung zur Anfangsbedingung {\displaystyle \Phi (0,x)=x}. Angenommen, es gibt eine periodische Trajektorie, also eine Lösung {\displaystyle \Phi (t,p)}, die bei {\displaystyle p} startet und nach einer bestimmten Zeit {\displaystyle \tau } wieder dorthin zurückkehrt, {\displaystyle \Phi (\tau ,p)=p}. Dann kann man eine Fläche {\displaystyle \Sigma } wählen, die transversal zur Trajektorie {\displaystyle \Phi (t,p)} ist und diese in {\displaystyle p} schneidet. Alle Trajektorien, die in Punkten {\displaystyle x\in \Sigma } in der Nähe von {\displaystyle p} starten, werden dann nach einer bestimmten Zeit wieder die Fläche schneiden. Es gibt also eine kleinste positive Zeit {\displaystyle \tau (x)>0}, für die {\displaystyle \Phi (\tau (x),x)\in \Sigma } gilt. Dann ist die Poincaré-Abbildung gegeben durch {\displaystyle P(x)=\Phi (\tau (x),x)}. Speziell für die periodische Trajektorie erhält man einen Fixpunkt: {\displaystyle P(p)=p}. Die Frage, ob die periodische Trajektorie stabil ist, ist nun äquivalent zur Frage, ob der entsprechende Fixpunkt der Poincaré-Abbildung stabil ist.

## Anwendung
Die Poincaré-Abbildung ist besonders zur Untersuchung der geometrischen Strukturen chaotischer Attraktoren geeignet, da die zeitliche Diskretisierung eine wesentliche Vereinfachung darstellt.
In der Kardiologie findet die Darstellung bei der Auswertung eines Langzeit-EKGs Verwendung. Durch Anwendung auf die Abstände zwischen den jeweiligen Herzschlägen kann auf Herzrhythmusstörungen wie Vorhofflimmern rückgeschlossen werden.
Eine weitere Anwendung findet sich in der Stressforschung: hier lassen sich aus den Poincaré-Abbildungen mit den beiden orthogonal aufeinander stehenden Durchmessern SD1 und SD2 die parasympathischen und sympathischen Einflüsse auf die Herzfrequenz ablesen (Herzfrequenzvariabilität).

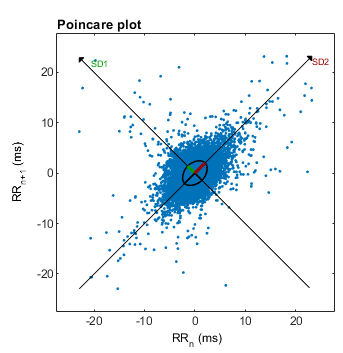